# 남과 여 (2023년 드라마)
《남과 여》는 채널A에서 2023년 12월 26일부터 2024년 3월 15일까지 방송했던 채널A 금요 드라마였다.

## 기획 의도
사랑과 권태로움 속 헤어지지 못하는 남자와 떠나지 못하는 여자의 현실 공감 청춘 로맨스 드라마

## 제작진

### 극본
- 박상연 : 영화 '반창꼬', OCN 〈미스터 기간제〉 구성 작가.

### 연출
- 이유연 : WATCHA 《새빛남고 학생회》, 《일진에게 찍혔을 때》, TVING 《사장돌 마트》 연출

## 등장 인물

### 주요 인물
- 이동해 : 정현성 (29살) 역 - #패션 디자이너 #ENTJ #장기연애 7년차 커플
- 이설 : 한성옥 (29살) 역 - #주얼리 디자이너 #ISFJ #장기연애 7년차 커플
- 임재혁 : 오민혁 (29살) 역 - #INTP #남사친&여사친 #a.k.a 오뚱.
- 윤예주 : 김혜령 (29살) 역 - #ESFP #남사친&여사친, 민혁의 중학교 동창. 천하제일 금사빠.
- 최원명 : 안시후 (29살) 역 - #ISFP #연상연하커플 #a.k.a 안시바리
- 백수희 : 윤유주 (35살) 역 - #ISTJ #연상연하커플
- 김현목 : 김형섭 (29살) 역 - #ENFP #모태솔로 #a.k.a 섭섭이, 태어났더니 유명 딤섬 프랜차이즈 기업 아들.
- 박정화 : 류은정 (29살) 역 - #ESTP #단기연애반복 #a.k.a쪙이, 성옥의 베프.
- 연제형 : 김건엽 (27살) 역 - #ESFJ, 성옥의 금속공예디자인과 후배.

### 성욱/현성 관련 사람들
- 백성현 : 김종현 (33살) 역 - 개인 주얼리 브랜드 디자이너, 성옥의 대학교 선배. a.k.a 자니오빠.
- 신은정 : 권명숙 (55살) 역 - 성옥의 어머니

### 민혁/혜령 관련 사람들
- 이휘서 : 장은지 (29살) 역 - 민혁/혜령의 중고등학교 동창, a.k.a 짱지. 잘 먹고 마시는 것을 인생 유일한 낙으로 삼고 있는 혜령의 베프.
- 강준규 : 부종민 (29살) 역 - 민혁/혜령의 중고등학교 동창, a.k.a 부리.
- 백선호 : 장은우 (23살) 역 - 모델, 등장하는 곳은 그 어디든 꽃잎이 샤랄라 흩날리는 런웨이로 만들어 버리는 훈남 모델.

### 원더스 사람들
- 양택호 : 박준범 (35살) 역 - 패션플랫폼 윈더스의 창업자, 현성의 패션학과 선배.
- 이기현 : 이명진 (28살) 역 - 윈더스의 책임 디자이너, 현성의 패션학과 후배.
- 박창훈 : 박동훈 (26살) 역 - 윈더스 디자이너

### 기타 인물
- 이은재 : 유나 역

### 특별 출연
- 이미도

## 시청률
| 2023년 | 2023년                                     | 2023년    | 2023년      | 2023년     | 2023년       |
| 회차   | 부제                                       | 방송일    | TNMS 시청률 | AGB 시청률 | AGB 시청률   |
| 회차   | 부제                                       | 방송일    | 한국(전국)  | 한국(전국) | 한국(수도권) |
| ------ | ------------------------------------------ | --------- | ----------- | ---------- | ------------ |
| 제1회  | 떠나지 못하는 남자, 헤어지지 못하는 여자   | 12월 26일 | 0.610%      | 0.5%       | %            |
| 2024년 |                                            |           |             |            |              |
| 제2회  | 기억을 걷는 시간                           | 1월 2일   | %           | 0.432%     | %            |
| 제3회  | 어떻게 이별을 사랑하겠어, 널 사랑하는 거지 | 1월 9일   | %           | 0.429%     | %            |
| 제4회  | 사랑과 우정사이                            | 1월 16일  | %           | 0.168%     | %            |
| 제5회  | 기다리다                                   | 1월 26일  | %           | 0.33%      | %            |
| 제6회  | 내 몸은 너를 지웠다                        | 2월 2일   | %           | 0.278%     | %            |
| 제7회  | 잊어야 한다는 마음으로                     | 2월 9일   | %           | 0.314%     | %            |
| 제8회  | 전하지 못한 진심                           | 2월 16일  | %           | 0.163%     | %            |
| 제9회  | 내 손을 잡아                               | 2월 23일  | %           | 0.367%     | %            |
| 제10회 | 롤러코스터                                 | 3월 1일   | %           | 0.21%      | %            |
| 제11회 | 어땠을까?                                  | 3월 8일   | %           | 0.366%     | %            |
| 제12회 | 주저하는 연인들을 위해                     | 3월 15일  | %           | 0.218%     | %            |

## 같이 보기
- 대한민국의 텔레비전 드라마 목록 (ㄴ)
- 2023년 대한민국의 텔레비전 드라마 목록